# Nagyrécse, Zala
Nagyrécse  (Recea Mare) este un sat în districtul Nagykanizsa, județul Zala, Ungaria, având o populație de 1.078 de locuitori (2011). Este situat in apropierea orașului Castelu (Kastély), fost castru (castel) si municipium roman la Balaton, durabil centru românesc pâna in sec. 20-lea. La Castelu si in zona se vorbea românește si după 1925

## Demografie
Componența etnică a satului Nagyrécse
     Maghiari (97,12%)
     Germani (1,05%)
     Necunoscut (0,58%)
     Alții (1,25%)
Componența confesională a satului Nagyrécse
     Romano-catolici (74,77%)
     Fără religie (4,36%)
     Reformați (1,58%)
     Necunoscută (17,9%)
     Alte religii (3,15%)
Conform recensământului din 2011, satul Nagyrécse avea 1.078 de locuitori. Din punct de vedere etnic, majoritatea locuitorilor (97,12%) erau maghiari, cu o minoritate de germani (1,05%). Apartenența etnică nu este cunoscută în cazul a 0,58% din locuitori.  Din punct de vedere confesional, majoritatea locuitorilor (74,77%) erau romano-catolici, existând și minorități de persoane fără religie (4,36%) și reformați (1,58%). Pentru 17,9% din locuitori nu este cunoscută apartenența confesională.